# Carl Gustav von Wolffradt (Landvogt)
Carl Gustav von Wolffradt, auch Carl Gustaf, (* 1717 auf Hiddensee; † 1794 in Wismar) war ein schwedisch-pommerscher Jurist und Landvogt von Rügen.

## Leben
Carl Gustav von Wolffradt, Sohn des Behrendt Christoph von Wolffradt (1671–1742) und der Gertrude Margaretha von Dücker, studierte Rechtswissenschaften. 1744 wurde er Registrator am Hofgericht in Greifswald. 1760 übernahm er in Bergen auf Rügen das Amt des Landvogt, das er bis 1786 ausübte.
Er zog 1789 zu seinem Sohn nach Wismar und starb dort 1794. Aus seiner 1760 geschlossenen Ehe mit Anna Charlotta von Bagewitz ging hervor:
- Gustav Anton (1762–1833)
- Caroline Juliane (* 9. Oktober 1764) ⚭ Hans Friedrich Karl (* 8. Juni 1767; † 27. Dezember 1819)
- Charlotte Frederika († Jung)